# Clube Desportivo Primeiro de Agosto
Il Clube Desportivo Primeiro de Agosto è una società polisportiva con sede a Luanda, in Angola.
Fondata il 1º agosto 1977, la polisportiva è attiva nei seguenti sport:
- atletica leggera
- calcio (sezione Clube Desportivo Primeiro de Agosto Football)
- hockey su pista
- karate
- nuoto
- pallacanestro (sezione Clube Desportivo Primeiro de Agosto Basquetebol)
- pallamano
- pallavolo
- pesca sportiva
- scacchi
- taekwondo
- tennis